# Megapsyrassa puncticollis
Megapsyrassa puncticollis är en skalbaggsart som först beskrevs av Chemsak och Linsley 1963.  Megapsyrassa puncticollis ingår i släktet Megapsyrassa och familjen långhorningar. Inga underarter finns listade i Catalogue of Life.